# Борискин, Валентин Данилович
Валентин Данилович Борискин (укр. Валентин Данилович Борискін; 6 февраля 1942, Озерки, Сараевский район, Рязанская область, РСФСР, СССР — 8 января 2013, Киев, Украина) — советский и украинский военный, генерал-лейтенант, последний начальник штаба войск Киевского военного округа ВС СССР в 1989—1991 годах, первый начальник Академии Вооружённых сил Украины в 1992—1997 годах, позже профессор кафедры разведки Национальной академии обороны Украины; кандидат военных наук, профессор. Почётный член Фонда ветеранов военной разведки Украины.

## Биография
Валентин Данилович Борискин родился 6 февраля 1942 года в селе Озерки Сараевского района Рязанской области. Отец — Данил Никитович Борискин, учитель математики, в 1941 году ушёл добровольцем на фронт, командовал миномётной батареей и погиб на фронте (по одним данным, через месяц после рождения сына, по другим — весной 1943). После окончания средней школы Валентин некоторое время работал преподавателем физкультуры и военного дела в средней школе.
В 1961—1963 годах проходил срочную службу в танковых войсках ГСВГ. В 1966 году окончил Харьковское гвардейское танковое училище (имя занесено на Доску почёта училища), после окончания училища занимал должности командира танкового взвода, командира танковой роты в ГСВГ. В 1968 году участвовал в операции «Дунай».
В 1970—1973 годах учился в Военной академии бронетанковых войск имени Р. Я. Малиновского, был суворовским стипендиатом, окончил академию с золотой медалью. В 1973—1979 годах служил в Белорусском военном округе на должностях заместителя командира и командира мотострелкового полка, занимал пост заместителя командира 120-й гвардейской мотострелковой дивизии. В 1979—1983 годах — командир 19-й гвардейской танковой дивизии в составе Южной группы войск.
В 1983 году Борискину было присвоено звание генерал-майора. В 1985 году он окончил Военную академию Генерального штаба ВС СССР и был направлен в 11-ю общевойсковую армию Прибалтийского военного округа на должность начальника штаба. Участник ликвидации аварии на Чернобыльской АЭС. С мая 1988 по июль 1989 года — командующий 6-й гвардейской танковой армией Киевского военного округа. С июля 1989 по декабрь 1991 — начальник штаба Киевского военного округа.
Некоторое время в январе 1992 года номинально являлся командующим Киевским военным округом. С ноября 1992 по январь 1997 годы был начальником Академии Вооружённых Сил Украины (позже Национальный университет обороны Украины), созданной на основе Военной академии ПВО сухопутных войск. Кандидат военных наук, доцент (1996). Уволен в запас в 1997 году с должности начальника академии, с 1998 года — профессор кафедры разведки в академии.
Скончался 8 января 2013 года в Киеве. Похоронен 11 января на Байковом кладбище.
Воспитал двух сыновей. Старший — Юрий (1960—2021), генерал-лейтенант Вооружённых сил Украины; младший — Александр, подполковник войск МЧС Украины.

## Награды
Отмечен следующими наградами:
- Орден Красной Звезды[6][2]
- Орден «За службу Родине в Вооружённых Силах СССР» III степени[6][2]
- Венгерский орден «За службу Родине» в золоте (дважды)
- Медаль «За боевые заслуги»[1][2]
- Медаль «За безупречную службу» I, II и III степеней[6]
- Медаль «50 лет Вооружённых Сил СССР»[6]
- Медаль «60 лет Вооружённых Сил СССР»[6]
- Медаль «70 лет Вооружённых Сил СССР»[6]
- 15 медалей СССР[1]
- Всего 26 медалей СССР и Украины[2]